# Biển Lạc
Hồ Biển Lạc là một hồ nước tự nhiên tại xã Gia An, huyện Tánh Linh và xã Vũ Hòa, huyện Đức Linh, tỉnh Bình Thuận, Việt Nam. Hồ này thông với sông La Ngà qua suối Lăng Quăng.
Hồ Biển Lạc rộng nhưng không sâu, diện tích hồ vào mùa khô là 436 ha và vào mùa mưa là 1.659 ha. Hồ có vùng bán ngập lớn với diện tích lên đến 1.000 ha, người dân hai huyện Tánh Linh và Đức Linh canh tác sản xuất nông nghiệp trên vùng bán ngập này vào mùa khô. Ngoài ra, khu vực lòng hồ là nơi người dân nuôi trồng, khai thác thủy sản.

## Tên gọi
Hồ Biển Lạc dân địa phương quen gọi là "Biển Lạc" vì hồ giống như một vùng biển lạc vào giữa núi rừng. Ngoài ra, một số người dân sống ven hồ còn gọi là "Hồ Lăng Quăng" (theo tên suối Lăng Quăng).
Năm 1887, khi Nguyễn Thông tiến hành khảo sát vùng rừng núi Tánh Linh, gặp hồ nước này cũng gọi đó là "Lạc Hải".